# Cabaret de L'Enfer
Il Cabaret de l'Enfer (in italiano "Cabaret dell'Inferno") è stato uno storico caffè di Parigi tra gli ultimi anni dell'Ottocento e la prima metà del Novecento. La struttura venne demolita nel 1950 per permettere l'espansione di un supermercato Monoprix. Il Cabaret de L'Enfer era controparte del Cabaret du Ciel, posto al numero successivo nella medesima via, Boulevard de Clichy. Antonin Alexander fu l'ideatore ed il gestore di entrambe le imprese.
Jules Claretie, futuro storico dei costumi della Belle Époque disse a tal proposito: "non si poteva passare in silenzio di fronte a questi cabaret", descrivendoli come "il poema di Dante a breve distanza". Per Georges Renault ed Henri Château, "Le Ciel e L'Enfer, aperti entrambi nella medesima via" erano assolutamente "spettacolari". I flâneur di Parigi entravano nel locale attraverso la monumentale bocca del Leviatano, divoratore dei dannati. La facciata era poi decorata con figure a stucco dove spiccavano in particolare diversi nudi femminili divorati dalle fiamme infernali.

## Il Cabaret de l'Enfer, il Cabaret du Ciel ed il Cabaret du Néant

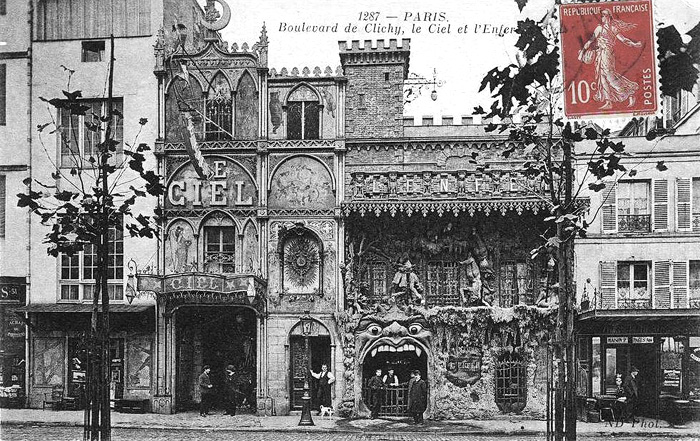
Il Cabaret de l'Enfer ed il Cabaret du Ciel (Cabaret dell'Inferno ed il Cabaret del Paradiso)

Situato ai piedi della collina di Montmartre, nel 18º arrondissement di Parigi, il Cabaret de l'Enfer fu il precursore di una serie di ristoranti a tema, dove l'ambientazione era l'attrazione principale, e ospitava occasionalmente dei cantanti. Nel 1895, tre anni dopo aver aperto al n.34 di Boulevard de Clichy, Antonin spostò il locale al n.53, dove rimase per i successivi cinquant'anni.
Nel frattempo il luogo originale venne acquistato da un concorrente, l'illusionista Dorville, ed il suo amministratore, Roger, i quali aprirono un "cabaret macabre" chiamato Cabaret du Néant (Cabaret del Nulla), che si specializzò in spettacoli più sinistri aventi per tema "invocazioni a chi si trova oltre la tomba", mentre il Cabaret du Ciel (Cabaret del Cielo) proponeva "illusioni mistiche", mentre ancora il Cabaret dell'Inferno, "trucchi di magia".

## Gli stili dei tre "Cabaret dell'Aldilà"

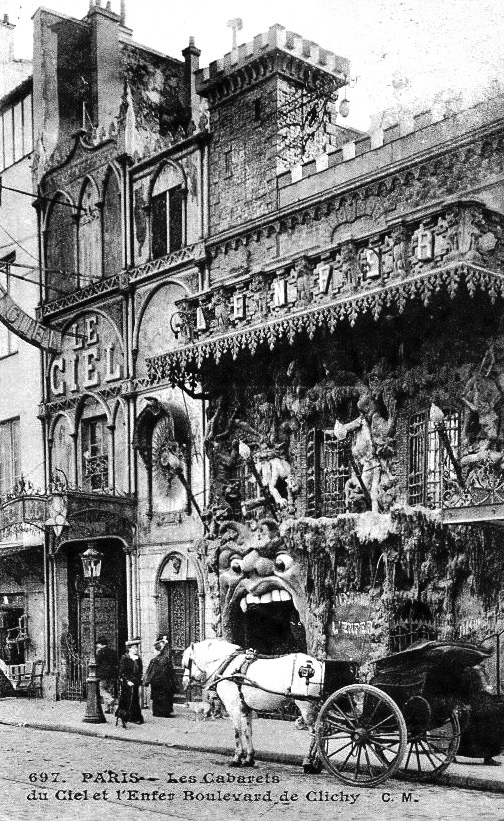
Il Cabaret de l'Enfer ed il Cabaret du Ciel con una carrozza in primo piano

Secondo Jules Claretie, gli spettacoli offerti dai cabaret du Ciel e de l'Enfer "non differivano nelle loro rappresentazioni dalle feste tenute a Neuilly... Utilizzavano i medesimi trucchi illusionistici con una combinazione di specchi. Venne però aggiunto un organo per dare un tono ancora più misterioso alle esibizioni". L'atmosfera era gioviale ed Antonin, ex professore di letteratura, seppe mantenere la genialità di luoghi scherzosi con costumi originali come San Pietro o Mefistofele. il portiere del cabaret dell'Inferno, vestito da diavolo, accoglieva infatti i visitatori dicendo loro "Entrate e siate dannati!". Una volta dentro, i camerieri che servivano erano tutti vestiti da diavoli. Nel 1899, un visitatore riportò che dopo aver ordinato "tre caffè corretti con cognac" al bar il cameriere riportò "Tre spremute di peccati fusi con un goccio di zolfo intensificante!".

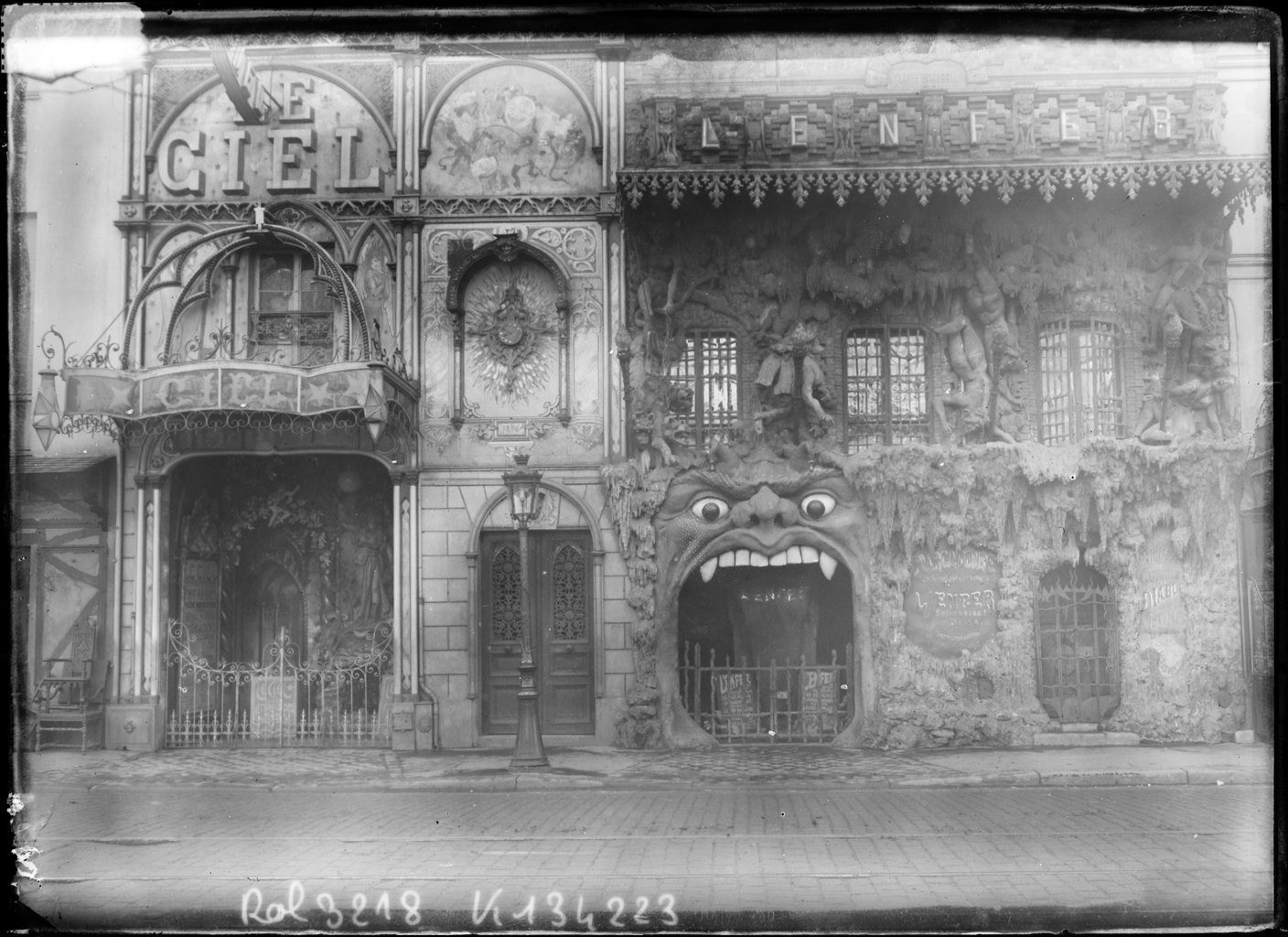
La facciata dei cabarets Le Ciel e L'Enfer, nel 1909

Nel Cabaret du Néant, "l'ironia sottile e sinistra era espressa non da angeli o demoni bensì da persone, mortali, morti". Nel loro libro del 1897 dal titolo Montmartre, Renault e Château enfatizzano alcune differenze critiche: "se il Ciel e l'Enfer avevano il merito di essere frutto della creazione di M. Antonin, ma questo non si può dire del Néant, che è frequentato da persone isteriche e neurotiche; M. Dorville che ne è il fondatore ha dato ordine ai camerieri di vestirsi da corpi in decomposizione, coi tavoli a forma di bare, ecc".

## Il Cabaret dell'Inferno ed il Surrealismo
I surrealisti, guidati da André Breton, occasionalmente si incontravano al Cabaret de l'Enfer. Lo studio di Breton occupava il quarto piano sopra il cabaret. Fu in questo studio che lui e Robert Desnos organizzarono le loro prime sessioni di scrittura automatica negli anni '20 del Novecento.

## Dopo il 1950: Monoprix ed altri elementi d'interesse

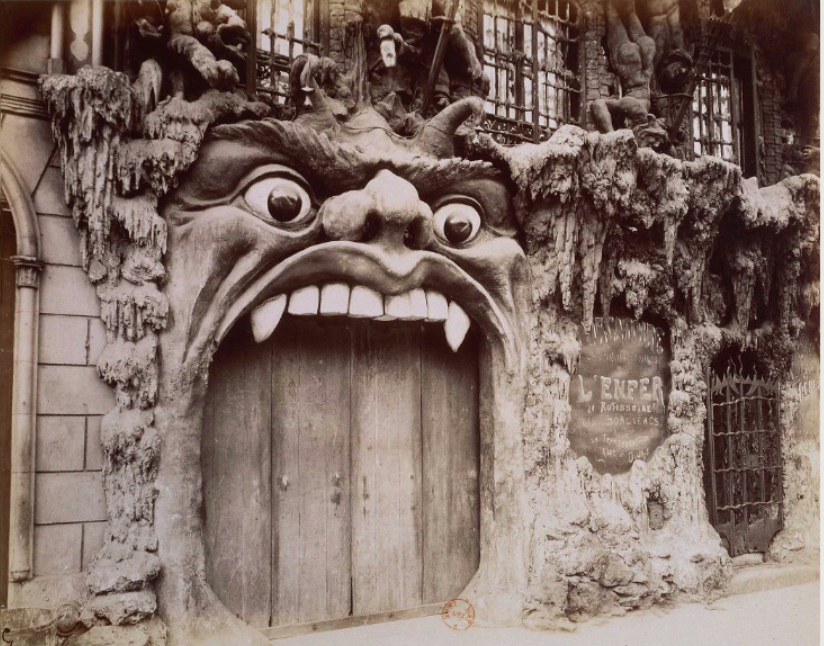
Cabaret de l'Enfer, dettaglio dell'entrata

Alcuni anni dopo la Liberazione di Parigi, il supermercato Monoprix che confinava col Cabaret de L'Enfer dal 1934 acquistò entrambi i caffè, li sventrò, li allargò e rimpiazzò le due facciate elaborate con un'unica facciata moderna. La nuova entrata del supermercato venne posta dove un tempo vi era la bocca infernale all'entrata del Cabaret de l'Enfer.
Il terribile serial killer francese Guy Georges, i cui stupri, aggressioni, torture e omicidi terrorizzarono i parigini per sette anni, venne fermato nell'aprile del 1998 dal capitano Bernard Basdevant nel luogo dove si trovava il Cabaret de l'Enfer un tempo. Proprio dentro il Monoprix, Georges confessò di essere "il killer di Parigi Est".

## Interno

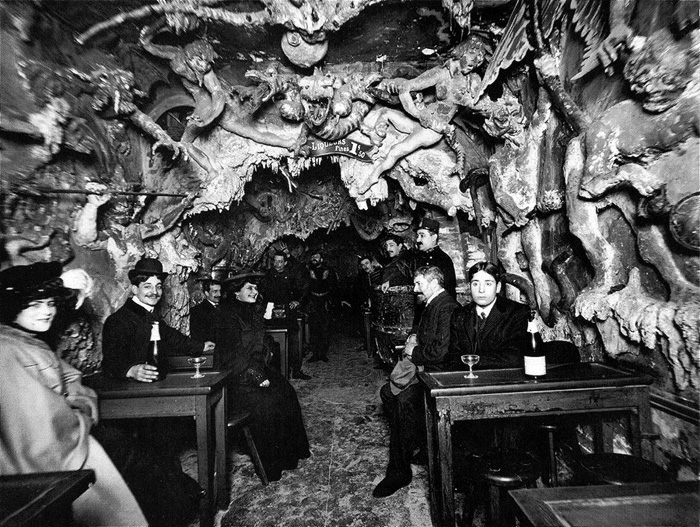
Il Cabaret de l'Enfer con avventori
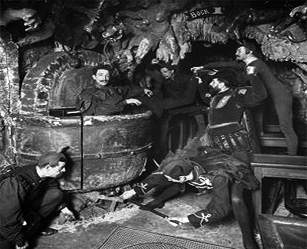
Il Cabaret de l'Enfer, rappresentazione di una scena
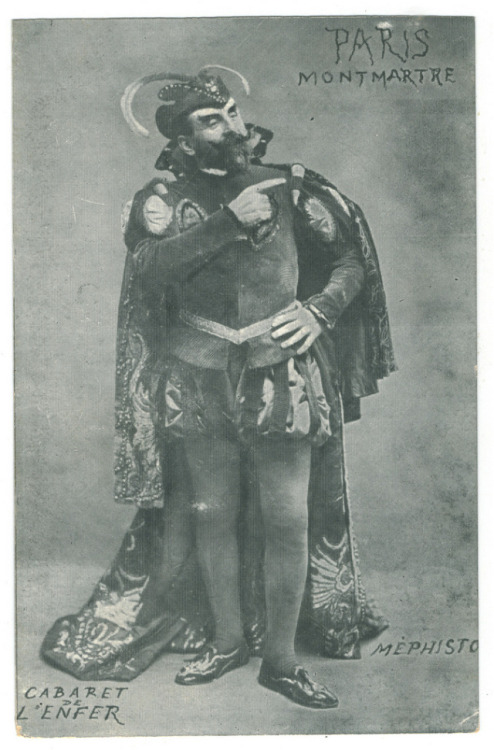
Antonin Alexander come Mefistofele al Cabaret de l'Enfer
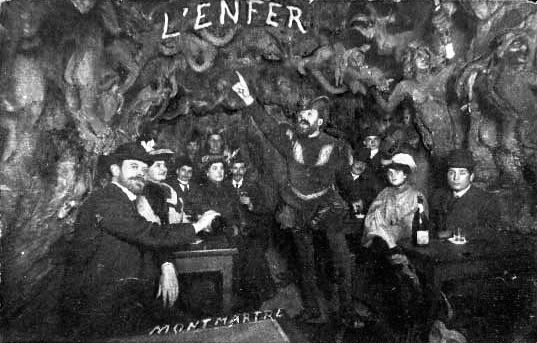
Antonin come Mefistofele al Cabaret de l'Enfer
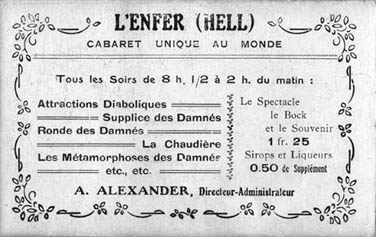
Carte de visite del Cabaret de l'Enfer
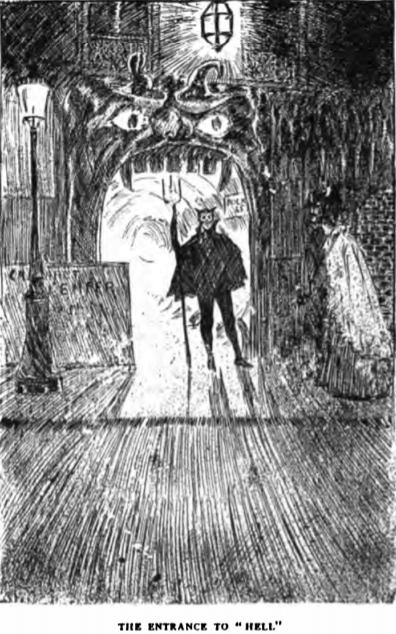
Cabaret de L'Enfer, illustrazione di W. C. Morrow